# UTC-11
UTC-11 è un fuso orario, in ritardo di 11 ore sull'UTC.

## Zone
È utilizzato nei seguenti territori:
- Niue
- Stati Uniti:
  -  Territorio delle Isole Samoa Americane
  -  Territorio dell'Atollo di Midway
  -  Territorio dell'Isola Jarvis
  -  Territorio dello Scoglio Kingman
  -  Territorio dell'Atollo di Palmyra

Midway, Jarvis, Kingman e Palmyra sono isolotti disabitati parte delle Isole minori esterne degli Stati Uniti, per questo il fuso orario è utilizzato dalle squadre scientifiche o militari che vi risiedono saltuariamente.

## Geografia
UTC-11 corrisponde a una zona di longitudine compresa tra 157,5 ° E e 172,5 ° E. Se è possibile utilizzarlo per le acque internazionali comprese tra questi due meridiani, la maggior parte delle terre emerse interessate ha un fuso orario diverso: la Siberia utilizza UTC+12, l'Alaska UTC-9 e UTC-10, Hawaii UTC-10, Kiribati UTC+13 e UTC+14 e la Polinesia francese e le isole Cook UTC-10.
Nell'altro senso, l'atollo di Midway è situato teoricamente nella zona coperta da UTC-12: l'ora solare media locale si avvicina a UTC-11:50.
Negli Stati Uniti, il fuso orario è chiamato Samoa Standard Time (SST).

## Ora legale
Nessun territorio che utilizza UTC-11 fa uso dell'ora legale, e nessun territorio che ne fa uso si ritrova quindi a UTC-10.

## Storia
Le isole Phœnix, a Kiribati, utilizzavano UTC-11 fino alla fine del 1994 e passarono direttamente a UTC+13 saltando il 31 dicembre 1994.
Anche Samoa e Tokelau passarono da UTC-11 a UTC+13, saltando il 30 dicembre 2011.